# Arnal Mir de Pallars Jussá

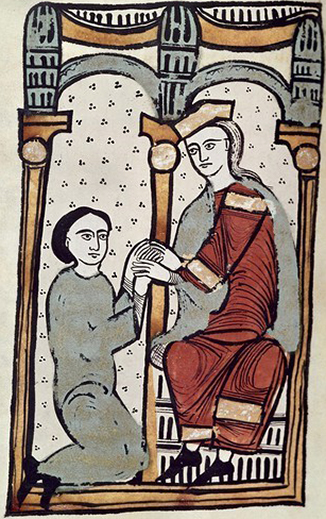
El conde Arnal Mir del Pallars Jussá y su vasallo Ramón d'Eril

Arnal Mir (1126 - 1174), en catalán, Arnau, fue un barón urgelés que fue conde del Bajo Pallarés entre 1126 y 1174, condado donde sucedió a su tío Bernardo Ramón.
Fue un estrecho consejero de Ramiro II de Aragón durante el periodo de la crisis por el testamento de Alfonso I el Batallador. Un texto firmado por el propio Arnal Mir considera que Pallars está incluido en 1131 en los dominios de Alfonso I, cuando señala que este «reinaba en Aragón y en Pamplona, en Arán, en Pallars y en Ribagorza.»
Ostentó durante los reinados de Ramiro II el Monje, Petronila de Aragón y Alfonso II el Casto una gran cantidad de tenencias de plazas aragonesas: Fantova, Buil, Lascuarre, Luzás, Castro, Ricla, Cabañas y Fraga.
En 1154 fue capturado por Sancho VI de Navarra probablemente a consecuencia de los conflictos que el Reino de Navarra mantuvo con el reino de Aragón a la muerte de García Ramírez el Restaurador y como consecuencia del litigio sucesorio que separó los reinos unidos desde que en 1076 asumiera el trono pamplonés Sancho Ramírez de Aragón.
Dejó el condado del Bajo Pallarés a la Orden del Hospital de Jerusalén, de la que posteriormente lo debió recuperar su hijo Ramón V Arnal.
Su viuda, Oria de Pallars, fundó el monasterio de Casbas (Huesca) tras obtener del obispo Esteban de Huesca la licencia para su instauración.  Allí permaneció hasta su muerte la esposa de Arnal Mir.
| Predecesor: Bernardo Ramón | Conde de Pallars Jussá 1126 - 1174 | Sucesor: Ramón V |